# ユニバース・プリンセス
「Z/X -Zillions of enemy X- NF DramaCD (16)「ユニバース・プリンセス」」は、ブロッコリー発売のトレーディングカードゲーム、Z/X（ゼクス）16枚目のドラマCD。2019年11月24日に発売された。

## ストーリー
「ク・リト」を率いるミステリアスな第二位王女である夜刀うらら(CV.小松未可子)は全軍を率い、「忘れ物」を奪還するために地球を強襲する。
理不尽な要求を突きつけられた天竜ゆたか（CV. 茜屋日海夏）、黒崎春日（CV. 藤田茜）は、譲歩案として提案された勝負をする。
全面戦争を回避するため、世界の命運を懸けた壮大な対決が始まる。

## 収録内容
1. PHILANTHROPY [4:09] 
歌 : 夜刀うらら(CV.小松未可子)
作詞・作曲・編曲：真鍋ひでたか＆中沢昭宏（WEEAST）
2. ドラマパート [61:28] 
出演 :夜刀うらら（CV. 小松未可子）
天竜ゆたか（CV. 茜屋日海夏）
フレデリカ（CV. こやまきみこ）
黒崎春日（CV. 藤田茜）
ネイ（CV. 小岩井ことり）
戦斗怜亜（CV. 上坂すみれ）

## 封入特典
イベントカード「ユニバース・プリンセス」 ２枚